# Mallinkaistenjärvi
Mallinkaistenjärvi är en sjö i Finland. Den ligger i kommunen Janakkala i landskapet Egentliga Tavastland, i den södra delen av landet, 80 km norr om huvudstaden Helsingfors. Mallinkaistenjärvi ligger 116,5 meter över havet. Arean är 2,14 kvadratkilometer och strandlinjen är 22,47 kilometer lång. Sjön  ingår i Kumo älvs huvudavrinningsområde.   I omgivningarna runt Mallinkaistenjärvi växer i huvudsak blandskog. Den sträcker sig 3,1 kilometer i nord-sydlig riktning, och 1,9 kilometer i öst-västlig riktning.
I övrigt finns följande i Mallinkaistenjärvi:
- Hirvisalo (en ö)
- Vuohisaari (en ö)